# Пространство петель
Пространство петель в топологическом пространстве X — пространство, состоящее из петель, то есть отображений из единичной окружности S1 в X с компактно-открытой топологией.
{\displaystyle \Omega X={\mathcal {C}}(S^{1},X).}
Таким образом это специфическое функциональное пространство. В теории гомотопий для описания пространства петель используют аналогичные конструкции, что и для координатного пространства. С этой точки зрения естественным кажется введение «операции конкатенации», посредством которой два элемента пространства петель могут быть объединены. С этой операцией пространство петель можно рассматривать как магму или даже как A∞-пространство. Конкатенация петель строго не определена, но определена для более высоких гомотопий.
С понятием пространства петель тесно связана так называемая фундаментальная группа π1(X).